# Meniscomorpha thoracica
Meniscomorpha thoracica là một loài tò vò trong họ Ichneumonidae.